# Campionato europeo femminile under 19 di pallavolo 1992
Il Campionato europeo femminile under 19 di pallavolo 1992 si è svolto dal 4 al 12 settembre 1992 a Serres, in Grecia. Al torneo hanno partecipato 12 squadre nazionali europee e la vittoria finale è andata per la prima volta al CSI.

## Qualificazioni
Hanno partecipato al campionato europeo juniores la nazionale del paese ospitante, le prime tre squadre classificate al campionato europeo juniores 1990 e otto squadre provenienti dai gironi di qualificazioni.

## Gironi
Dopo la prima fase a gironi, le prime due classificate di ogni girone hanno acceduto alle semifinali per il primo posto, la terza e la quarta classificata di ogni girone hanno acceduto alle semifinali per il quinto posto e le ultime due classificate di ogni girone hanno acceduto alle semifinali per il nono posto.
| Girone A                                                                           | Girone B                                            |
| ---------------------------------------------------------------------------------- | --------------------------------------------------- |
| Bulgaria Cecoslovacchia Comunità degli Stati Indipendenti Romania Turchia Ungheria | Francia Grecia Germania Italia Paesi Bassi Svizzera |

## Fase finale

### Finali 1º e 3º posto
|  | Semifinali                        | Semifinali                        | Semifinali     |                |                                   | 1º/2º posto                       | 1º/2º posto | 1º/2º posto |  |
|  |                                   |                                   |                |                |                                   |                                   |             |             |  |
|  | Comunità degli Stati Indipendenti | Comunità degli Stati Indipendenti | 3              |                |                                   |                                   |             |             |  |
|  | Comunità degli Stati Indipendenti | Comunità degli Stati Indipendenti | 3              |                |                                   |                                   |             |             |  |
|  | Italia                            | Italia                            | 1              |                |                                   |                                   |             |             |  |
|  | Italia                            | Italia                            | 1              |                | Comunità degli Stati Indipendenti | Comunità degli Stati Indipendenti | 3           |             |  |
|  |                                   |                                   |                |                | Comunità degli Stati Indipendenti | Comunità degli Stati Indipendenti | 3           |             |  |
|  |                                   |                                   | Cecoslovacchia | Cecoslovacchia | 1                                 |                                   |             |             |  |
|  | Cecoslovacchia                    | Cecoslovacchia                    | Cecoslovacchia | Cecoslovacchia | 1                                 | 3                                 |             |             |  |
|  | Cecoslovacchia                    | Cecoslovacchia                    |                |                |                                   | 3                                 |             |             |  |
|  | Francia                           | Francia                           | 1              |                |                                   | 3º/4º posto                       | 3º/4º posto | 3º/4º posto |  |
|  | Francia                           | Francia                           | 1              |                |                                   |                                   |             |             |  |
|  |                                   |                                   |                |                |                                   |                                   |             |             |  |
|  |                                   |                                   |                |                |                                   | Italia                            | Italia      | 3           |  |
|  |                                   |                                   |                |                |                                   | Italia                            | Italia      | 3           |  |
|  |                                   |                                   |                |                |                                   | Francia                           | Francia     | 1           |  |

### Finali 5º e 7º posto
|  | Semifinali | Semifinali | Semifinali |          |         | 5º/6º posto | 5º/6º posto | 5º/6º posto |  |
|  |            |            |            |          |         |             |             |             |  |
|  | Bulgaria   | Bulgaria   | 3          |          |         |             |             |             |  |
|  | Bulgaria   | Bulgaria   | 3          |          |         |             |             |             |  |
|  | Germania   | Germania   | 0          |          |         |             |             |             |  |
|  | Germania   | Germania   | 0          |          | Romania | Romania     | 3           |             |  |
|  |            |            |            |          | Romania | Romania     | 3           |             |  |
|  |            |            | Bulgaria   | Bulgaria | 2       |             |             |             |  |
|  | Romania    | Romania    | Bulgaria   | Bulgaria | 2       | 3           |             |             |  |
|  | Romania    | Romania    |            |          |         | 3           |             |             |  |
|  | Grecia     | Grecia     | 0          |          |         | 7º/8º posto | 7º/8º posto | 7º/8º posto |  |
|  | Grecia     | Grecia     | 0          |          |         |             |             |             |  |
|  |            |            |            |          |         |             |             |             |  |
|  |            |            |            |          |         | Germania    | Germania    | 3           |  |
|  |            |            |            |          |         | Germania    | Germania    | 3           |  |
|  |            |            |            |          |         | Grecia      | Grecia      | 0           |  |

### Finali 9º e 11º posto
|  | Semifinali  | Semifinali  | Semifinali |          |         | 9º/10º posto  | 9º/10º posto  | 9º/10º posto  |  |
|  |             |             |            |          |         |               |               |               |  |
|  | Ungheria    | Ungheria    | 3          |          |         |               |               |               |  |
|  | Ungheria    | Ungheria    | 3          |          |         |               |               |               |  |
|  | Svizzera    | Svizzera    | 0          |          |         |               |               |               |  |
|  | Svizzera    | Svizzera    | 0          |          | Turchia | Turchia       | 3             |               |  |
|  |             |             |            |          | Turchia | Turchia       | 3             |               |  |
|  |             |             | Ungheria   | Ungheria | 1       |               |               |               |  |
|  | Turchia     | Turchia     | Ungheria   | Ungheria | 1       | 3             |               |               |  |
|  | Turchia     | Turchia     |            |          |         | 3             |               |               |  |
|  | Paesi Bassi | Paesi Bassi | 2          |          |         | 11º/12º posto | 11º/12º posto | 11º/12º posto |  |
|  | Paesi Bassi | Paesi Bassi | 2          |          |         |               |               |               |  |
|  |             |             |            |          |         |               |               |               |  |
|  |             |             |            |          |         | Paesi Bassi   | Paesi Bassi   | 3             |  |
|  |             |             |            |          |         | Paesi Bassi   | Paesi Bassi   | 3             |  |
|  |             |             |            |          |         | Svizzera      | Svizzera      | 0             |  |

## Classifica finale
| Classifica | Squadre                           | Qualificazione                   |
| ---------- | --------------------------------- | -------------------------------- |
|            | Comunità degli Stati Indipendenti | Campionato europeo juniores 1994 |
|            | Cecoslovacchia                    | Campionato europeo juniores 1994 |
|            | Italia                            | Campionato europeo juniores 1994 |
| 4          | Francia                           |                                  |
| 5          | Romania                           |                                  |
| 6          | Bulgaria                          |                                  |
| 7          | Germania                          |                                  |
| 8          | Grecia                            |                                  |
| 9          | Turchia                           |                                  |
| 10         | Ungheria                          |                                  |
| 11         | Paesi Bassi                       |                                  |
| 12         | Svizzera                          |                                  |